# Bulbophyllum sulawesii
Bulbophyllum sulawesii là một loài phong lan thuộc chi Bulbophyllum.